# Givrand
Givrand (auch Givrandais) ist eine französische Gemeinde mit 2.216 Einwohnern (Stand: 1. Januar 2022) im Département Vendée in der Region Pays de la Loire. Sie gehört zum Arrondissement Les Sables-d’Olonne und ist Sitz des Gemeindeverbandes Pays de Saint-Gilles-Croix-de-Vie Agglomération. Die Bewohner werden Givrandais und Givrandaises genannt.
Die Gemeinde erhielt 2023 die Auszeichnung „Drei Blumen“, die vom Conseil national des villes et villages fleuris (CNVVF) im Rahmen des jährlichen Wettbewerbs der blumengeschmückten Städte und Dörfer verliehen wird.

## Geografie
Givrand liegt etwa 21 Kilometer nordnordwestlich von Les Sables-d’Olonne und etwa 35 Kilometer westlich von La Roche-sur-Yon nahe der Côte de Lumière der Atlantikküste. Das Gebiet der Gemeinde wird im Süden vom Fluss Jaunay und im Südosten von seinem Zufluss Gué Gorand begrenzt.
Umgeben wird Givrand von den Nachbargemeinden Le Fenouiller im Norden, Saint-Révérend im Nordosten, L’Aiguillon-sur-Vie im Osten und Südosten, Bretignolles-sur-Mer im Süden sowie Saint-Gilles-Croix-de-Vie im Nordwesten.

## Geschichte
1983 wurden eine Nekropole aus der Merowingerzeit und mehrere Sarkophage entdeckt. 

### Bevölkerungsentwicklung
| Jahr                       | 1962 | 1968 | 1975 | 1982 | 1990 | 1999 | 2006 | 2013 | 2020 |
| Einwohner                  | 484  | 456  | 541  | 708  | 940  | 1309 | 1761 | 2032 | 2236 |
| Quellen: Cassini und INSEE |      |      |      |      |      |      |      |      |      |

## Sehenswürdigkeiten
- Kirche Saint-Jean-Baptiste aus dem 19. Jahrhundert

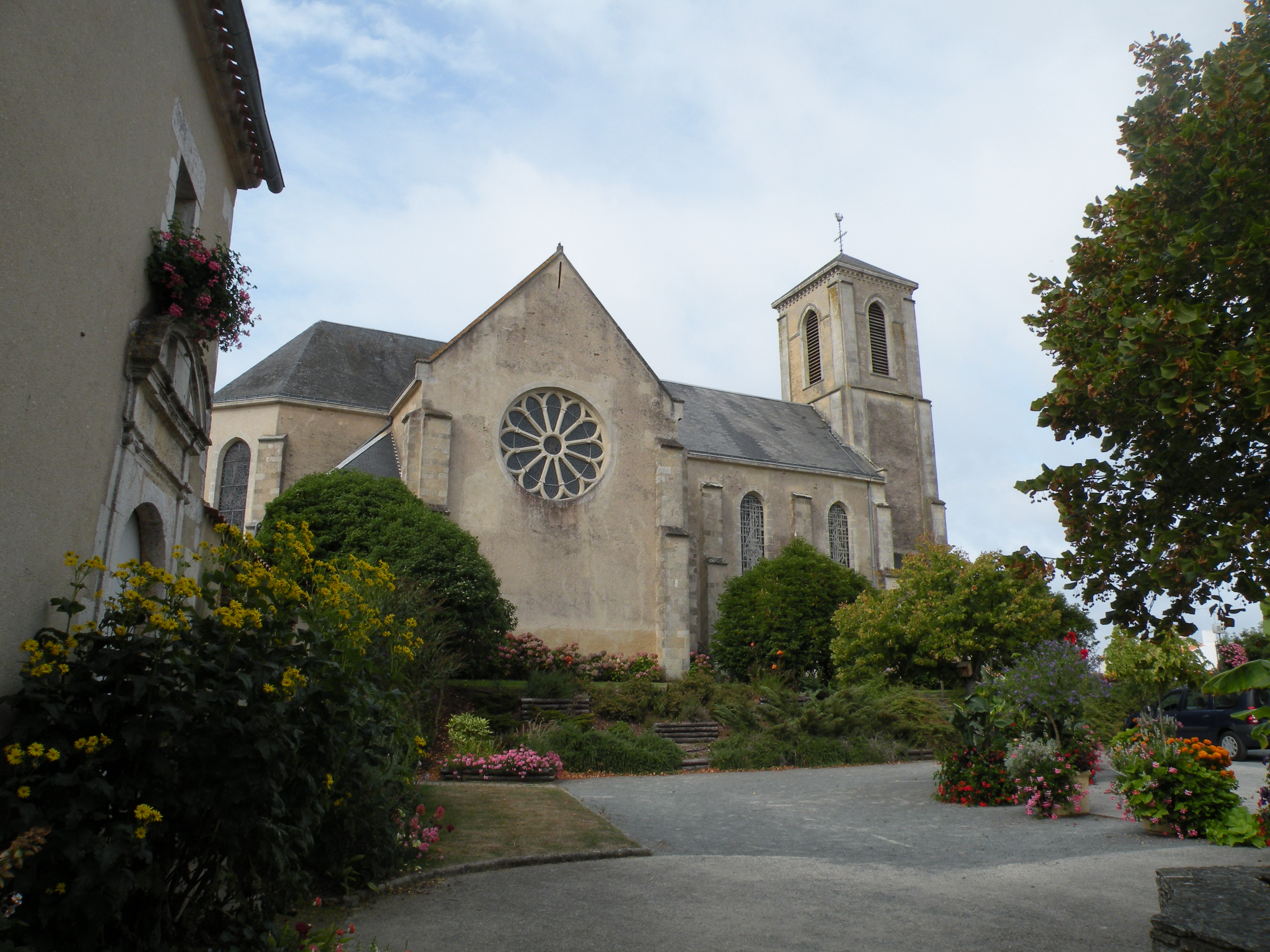
Kirche Saint-Jean-Baptiste
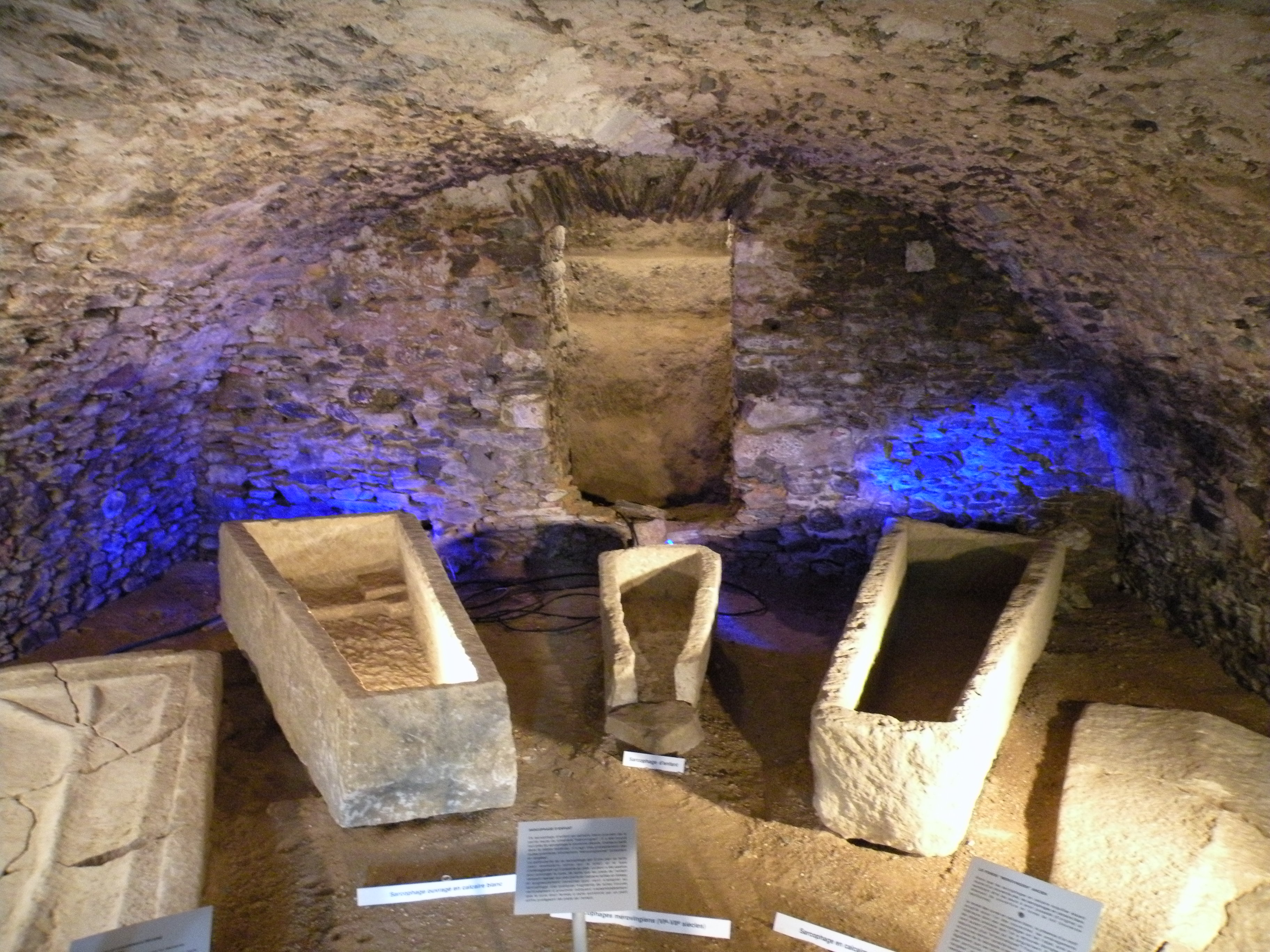
Sarkophage